# Laboulbenia rougetii
Laboulbenia rougetii Mont. & C.P. Robin – gatunek grzybów z rzędu owadorostowców (Laboulbeniales). Pasożyt owadów.

## Systematyka i nazewnictwo
Pozycja w klasyfikacji według Index Fungorum: Laboulbenia, Laboulbeniaceae, Laboulbeniales, Laboulbeniomycetidae, Laboulbeniomycetes, Pezizomycotina, Ascomycota, Fungi.
Gatunek ten po raz pierwszy opisali w 1853 r. Jean Pierre François Camille Montagne i Charles Philippe Robin na owadach z rodzaju Brachinus.
Synonimy:
- Laboulbenia rougetii f. sicula Speg. 1915
- Laboulbeniarougetii subsp. callisti Speg., Redia 10: 64 1914
- Laboulbeniarougetii subsp. chlaeniicola Speg. 1914
- Laboulbeniarougetii subsp. fuscescens Speg., Redia 10: 65 1914
- Laboulbeniarougetii var. europhili J. Siemaszko & Siemaszko 1928

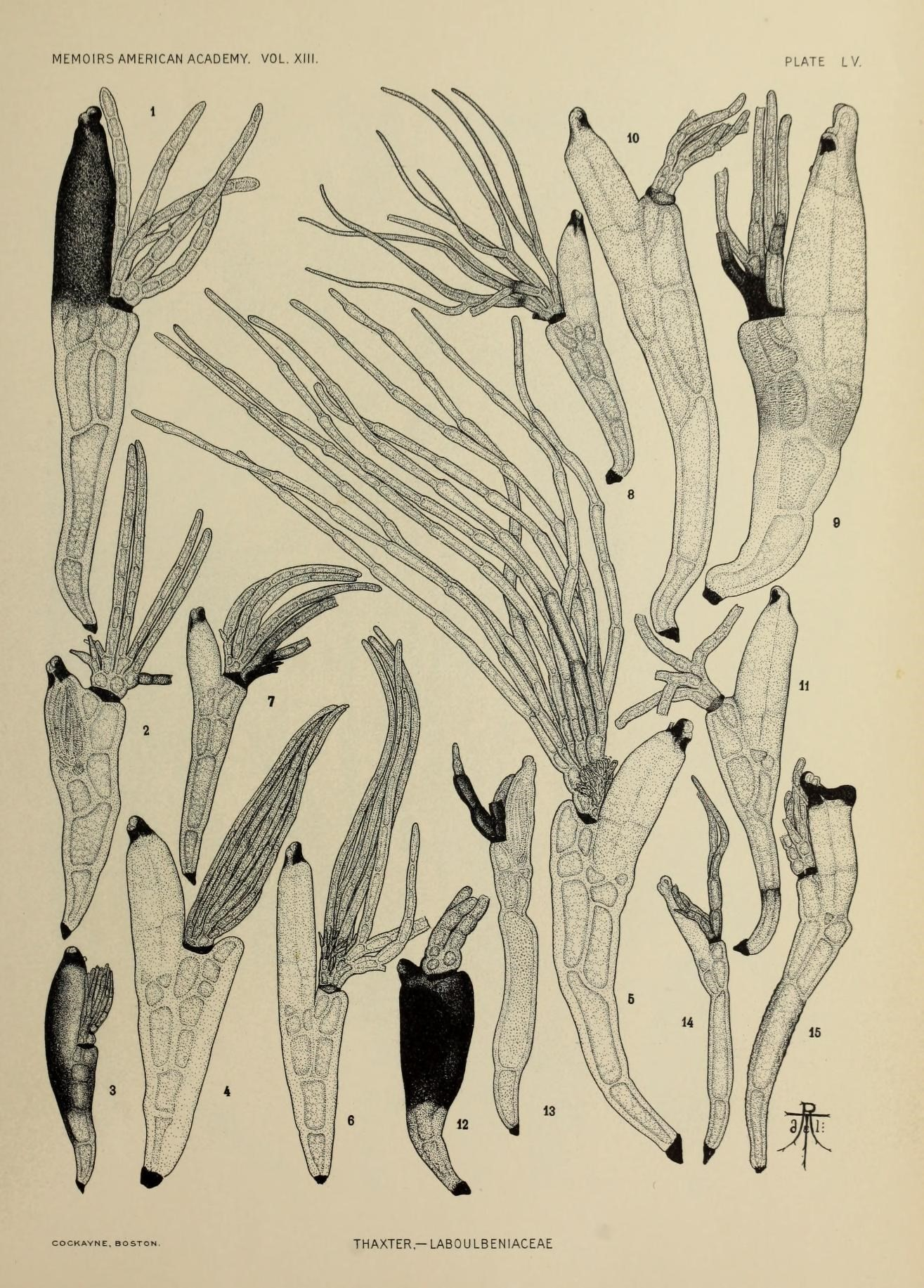
Laboulbenia rougetii nr 7-8. Pozostałe to inne gatunki Laboulbenia

- Laboulbeniarougetii var. japanensis Thaxt. 1924
- Laboulbeniarougetii var. sinensis Thaxt. 1924

## Charakterystyka
Grzyb entomopatogeniczny, pasożyt zewnętrzny owadów. Nie powoduje śmierci owada i zazwyczaj wyrządza mu niewielkie szkody. W Polsce Tomasz Majewski w 1994 r. opisał jego występowanie na chrząszczu Brachinus crepitans z rodziny biegaczowatych (Carabidae).